# Haarlem
Haarlem este un oraș în Țările de Jos, reședința provinciei Olanda de Nord. Orasul este asezat pe raul Spaarne, aproximativ 20 km vest de Amsterdam și în apropiere de dunele de coastă. Acesta a fost centrul istoric - de secole - al districtul crescatorilor de lalele și poartă porecla "Bloemenstad" (orașul florilor), pentru acest motiv. Te simti ca acasa printre milioanele de lalele.